# Rue d'Amay
La rue d'Amay est une rue piétonne du centre de Liège reliant le rue du Pot d'Or à la rue Pont d'Avroy.

## Odonymie
Le nom de la rue trouve son origine dans le nom d'une maison double appelée Le Seigneur d'Amay et érigée vers 1544. Cette maison a été habitée au XVIIe siècle par Jean d'Ama qui fut bourgmestre de Liège de 1619 à 1620 et de 1624 à 1625. Au XVIIIe siècle, la rue était appelée la rue d'Ama.

## Description
Cette ancienne rue étroite, plate et pavée fait partie du Carré. Dans les années 1980, elle est aménagée en zone piétonne. Elle compte plusieurs cafés et restaurants. Une partie de la rue est occupée par le côté latéral de la salle du Forum dont l'entrée se situe sur la rue Pont d'Avroy.

## Historique
Anciennement rue Arnould de Saint-Laurent, puis rue de la Cigogne, c'est à la fin du XVIIe siècle que la rue d'Amay prend son nom actuel, qu'elle doit à Jean d'Ama (ou d'Amay), bourgmestre de Liège de 1619 à 1620 et de 1624 à 1625. 
La voie est élargie au XIXe siècle, à la suite de l'arrêté royal du 17 août 1846.

## Patrimoine
- no 6 : maison de la fin du XVIIIe siècle.
- no 8 : maison d'origine du XVIIe siècle.
- nos 10 et 12 : double maison érigée vers 1544 pour le procureur Thiry de Noville. Dès l'origine, deux parties distinctes sont construites : la grande maison  au nord et la petite maison établie au sud[2]. Elles sont classées au patrimoine immobilier de la Région wallonne[3],[4] depuis 1943.

## Voies adjacentes
- Rue du Pot d'Or
- Rue Saint-Jean-en-Isle
- Rue Pont d'Avroy